# 軽井沢恵
軽井沢 恵（かるいざわ けい）は、衣笠彰梧によるライトノベル作品『ようこそ実力至上主義の教室へ』の登場人物の一人。作中の舞台となる高度育成高等学校の1年Dクラスに在籍する女子生徒。2年生編にて進級する。

## 作中設定

### 来歴
高度育成高等学校に入学後早々にクラスのリーダー的存在・平田洋介と交際する。無人島特別試験では下着が何者かに盗まれる。船上特別試験ではいじめられることを避けるために平田と交際していたことや、自身のいじめられていた過去が清隆に知られることとなる。船上特別試験終了後の夏休みには綾小路清隆からの要請で女子更衣室盗撮事件を未然に防ぐ活躍を見せるなど、清隆に自身の過去を知られて以降は清隆の庇護下に入る代わりに彼の手駒として行動するようになる。

### 人物像
髪型がポニーテールのギャル系の見た目をしており、Dクラスの女子の中心的存在である。不良っぽい面があるものの、明るく元気な性格であり、男子からも人気がある。また、ノリが良いこともあり女子からの信頼も厚い。
中学時代にいじめを受けており、この秘密を守るためなら何でもするというほどのトラウマとなっている。また左脇腹付近に、いじめグループから暴行を受けた際に負った深い傷跡が残っており、これが心身ともに彼女を苦しめている。平田と行動を共にできない場合にはその場限りの庇護者を即座に求め取り入る癖が染みついており、自身の影響下にない女子や男子の多くから疎まれている。いじめを受ける側に回らないために過去に自分をいじめていた人間の傲慢なキャラを真似て自分勝手な行動を取っているが、本質的には暴力的、威圧的な手段を取る性格ではない。

## キャラクター設定
軽井沢恵のイラストは1年生編第2巻が初出だが、その当時はヒロインではなく1回きりの使い捨てキャラクターだと思い、深く考えずにデザインを作成したとイラスト担当のトモセシュンサクは語る。そのためトモセは軽井沢恵が1年生編第4巻で重要なキャラクターになり驚いたと振り返っている。
衣笠は元々「ギャルギャルしく近寄りがたい」イメージを描いていたが、トモセが作成したデザインは自身の考えていたイメージと異なっていた。ただ、それによって軽井沢恵のイメージが変わり、結果的に良い方向に転んだという。これについてトモセは、「自身の中でのギャル像を描いた結果、ギャルデビューしたての女の子というイメージに収まった」と述べている。また、髪型がポニーテールになったのは、トモセが大きなポニーテールを描きたかったのが理由であり、当時のマイブームだったという。

## 展開

### Web動画
2021年3月25日に『ようこそ実力至上主義の教室へ 2年生編』第4巻発売を告知するPVがYouTubeにて公開されており、ナレーションは竹達彩奈（軽井沢恵 役）が務めている。

### テレビアニメ
『ようこそ実力至上主義の教室へ』のテレビアニメは2017年7月から放送されており、本テレビアニメでは竹達彩奈が軽井沢恵役の声優を務める。
竹達は演じるキャラクターによって原作を読むかどうかを決めるスタイルを取っており、今回は恵が清隆に振り回されることが分かっていたことから先の展開を知らない状態で恵の気持ちになって演じたという。また、第2期で様々な側面が見え始める恵を演じる上で重視している点について竹達は以下のように述べている。
原作小説とテレビアニメ版において以下のような相違点がある。
- 原作小説で夏休みのプールでの女子更衣室盗撮を未然に防いだのは軽井沢恵だが、テレビアニメ版では堀北鈴音に変更されている[8]。

### 商品化
2021年9月にバニーガール姿の「軽井沢恵1/4スケールフィギュア」が発売された。
2021年12月に水着姿の「軽井沢恵1/6スケールフィギュア」が発売された。
2023年9月に「ねんどろいど 軽井沢恵」が発売された。

## 評価

### 批評
『このライトノベルがすごい! 2019』（宝島社）には「初期ではサブヒロイン枠だった軽井沢恵が、一気にメインヒロイン候補に躍り出た」とコメントされている。また、翌年発行の『このライトノベルがすごい! 2020』（同社）でも「元々サブヒロインだったが、ストーリーでもメインの立ち位置となり、読者からも絶大な支持を受けるようになっている」とコメントされている。「マグミクス」のLUIS FIELDによれば、物語序盤では堀北鈴音がメインヒロインだと思われていたが、次第に軽井沢恵の出番が増え、1年生編終盤では綾小路清隆と恋人になったことや、雑誌や円盤特典で軽井沢恵のグッズが増えたことでファンからは「ヒロイン交代」と言われており、これは軽井沢恵が作中屈指の人気キャラになったことが原因ではないかとのこと。
アイスランドのウェブサイト『Inquisitr』のライター・Patrick Fryeは原作小説での恵の活躍がテレビアニメ版では鈴音に変更されたことについて「日本のファンの中には、テレビアニメ版で恵から鈴音に変更されたことに腹を立てる人もいた。さらに悪いことに、テレビアニメ版では清隆と恵が前に進んでいくために必要不可欠である彼らの心からの会話がカットされている」と述べている。

### 『このライトノベルがすごい！』による評価
『このライトノベルがすごい！』女性キャラクター部門では2019年版から5年連続トップ10入りを果たし、2020年版から2年連続1位を獲得している。なお、2020年版で初の1位を獲得したことがカナダのウェブサイト『Anime News Network』で取り上げられており、同サイトには「軽井沢恵が女性キャラクター部門で1位を獲得した。2010年以降、雪ノ下雪乃が1位を獲得した2015年を除く全ての年で1位を獲得してきた御坂美琴が再び王座を奪われてしまった」とコメントされている。
| 年   | 賞                              | 部門                 | 順位 | 備考       |
| ---- | ------------------------------- | -------------------- | ---- | ---------- |
| 2018 | このライトノベルがすごい！ 2019 | 女性キャラクター部門 | 8位  |            |
| 2019 | このライトノベルがすごい！ 2020 | 女性キャラクター部門 | 1位  |            |
| 2020 | このライトノベルがすごい！ 2021 | 女性キャラクター部門 | 1位  | 2年連続1位 |
| 2021 | このライトノベルがすごい！ 2022 | 女性キャラクター部門 | 4位  |            |
| 2022 | このライトノベルがすごい！ 2023 | 女性キャラクター部門 | 2位  |            |
| 2023 | このライトノベルがすごい！ 2024 | 女性キャラクター部門 | 21位 |            |

### 人気投票・読者アンケート等
原作小説11巻と11.5巻の巻末アンケートの集計データを元にした「彼女にしたいランキング」では2位を獲得している。
アメリカのアニメ評価サイト「Anime Trending」が主催した「第9回 Anime Trending Awards」ではGIRL OF THE YEAR部門で13位、SUPPORTING GIRL OF THE YEARで10位をそれぞれ獲得している。
「ねとらぼ調査隊」が2024年4月に実施した「アニメ『ようこそ実力至上主義の教室へ 3rd Season』で好きなキャラは？」と題した読者アンケートでは1位を、同アンケートにおける男性票のみを対象としたランキングでは2位をそれぞれ獲得している。また、同サイトが2024年4月に実施した「声優「竹達彩奈」が演じたテレビアニメキャラクターで好きなのは？」と題した読者アンケートでは6位を獲得している。
TVアニメ第3期最終回直前スペシャル企画として2024年3月1日から24日にアニメ公式サイトとAnimeJapan2024 KADOKAWAブースで行われたキャラクター（アニメ第1から3期で活躍した6人のヒロイン）人気投票では2位を獲得している。

### 関連書籍
- 衣笠彰梧『ようこそ実力至上主義の教室へ OTHER SCHOOL DAYS』KADOKAWA、2017年9月23日。ISBN 978-4-04-069483-2。
- トモセシュンサク『ようこそ実力至上主義の教室へ トモセシュンサク Art Works』KADOKAWA、2017年9月23日。ISBN 978-4-04-069291-3。
- トモセシュンサク『ようこそ実力至上主義の教室へ 終・1年生編BOX トモセシュンサク Art Works』KADOKAWA、2020年1月25日。ISBN 978-4-04-064252-9。

### 雑誌
- 『メガミマガジン 2017年9月号』学研プラス、2017年7月29日、52頁。ASIN B071FMWJ94。
- 『アニメージュ 2017年10月号』徳間書店、2017年10月10日、70-71頁。ASIN B074BNG11Z。
- 『メガミマガジン 2022年8月号』学研プラス、2022年6月30日、73頁。ASIN B0B45LGNQ3。
- 『月刊ニュータイプ 2022年9月号』KADOKAWA、2022年8月10日、12-27頁。ASIN B0B6PYNB7F。
- 『メガミマガジン 2024年3月号』Gakken、2024年1月30日、82頁。ASIN B0CSQG73B5。

### ガイドブック
- 『このライトノベルがすごい！』編集部『このライトノベルがすごい！2019』宝島社、2018年12月8日。ISBN 978-4-8002-9044-1。
- 『このライトノベルがすごい！』編集部『このライトノベルがすごい！2020』宝島社、2019年12月9日。ISBN 978-4-8002-9978-9。
- 『このライトノベルがすごい！』編集部『このライトノベルがすごい！2021』宝島社、2020年12月8日。ISBN 978-4-299-01056-8。
- 『このライトノベルがすごい！』編集部『このライトノベルがすごい！2022』宝島社、2021年12月9日。ISBN 978-4-299-02264-6。
- 『このライトノベルがすごい！』編集部『このライトノベルがすごい！2023』宝島社、2022年12月10日。ISBN 978-4-299-03647-6。
- 『このライトノベルがすごい！』編集部『このライトノベルがすごい！2024』宝島社、2023年12月9日。ISBN 978-4-299-04899-8。